# Andrew Poppy
Andrew Poppy, né le 29 mai 1954 dans le Kent en Angleterre, est un pianiste et compositeur britannique de musique expérimentale et également associé au mouvement de la musique minimaliste.

## Biographie
Andrew Poppy a tout d'abord étudié à la Royal Holloway College et au Goldsmiths College de l'Université de Londres de 1974 à 1979. À la fin des années 1970, il devient membre du The Lost Jockey, un ensemble qui se consacre à l'exécution et à la création de pièces dans le style de la musique minimaliste, notamment de Steve Reich, Philip Glass, et Louis Andriessen.
Outre ses propres compositions, Andrew Poppy a également contribué aux arrangements dans plusieurs albums de groupes pop ou rock comme Psychic TV (album Force the Hand of Chance), Erasure (album The Two-Ring Circus), The The, The House of Love, Strawberry Switchblade et Nitzer Ebb...
Il donne également des cours de musique au Trinity College of Music de Londres.

## Discographie
- 1982 : Cadenzaet Matters of Theory avec The Disc Jockey, Les Disques du Crepuscule
- 1985 : The Beating of Wings, ZTT Records
- 1987 : Alphabed, ZTT Records
- 1992 : Recordings, Bitter and Twisted Records
- 1995 : Ophelia/Ophelia, Impetus
- 1995 : Rude Bloom, Wotre Music
- 2000 : Time at Rest Devouring Its Secret, Source Research Recordings
- 2005 : Another Language avec Claudia Brücken, There
- 2005 : Andrew Poppy on Zang Tuum Tumb, ZTT Records